# Nazionale maschile under 19 di football americano della Spagna
La Nazionale di football americano Under-19 della Spagna è la selezione maschile di football americano della FEFA, che rappresenta la Spagna nelle varie competizioni ufficiali o amichevoli riservate a squadre nazionali Under-19.

## Risultati
Legenda: Grassetto: Risultato migliore, Corsivo: Mancate partecipazioni

## Dettaglio stagioni

### Tornei

#### Campionato europeo

##### Europeo ante 2022

###### Fase finale
| Stagione | regular season | regular season | regular season | regular season | regular season | regular season | playoff | playoff | playoff | playoff | playoff | playoff       | playoff    |
|          | Vin            | Par            | Per            | Tot            | PF             | PS             | Vin     | Per     | Tot     | PF      | PS      | risultato     | avversaria |
| -------- | -------------- | -------------- | -------------- | -------------- | -------------- | -------------- | ------- | ------- | ------- | ------- | ------- | ------------- | ---------- |
| 1994     | 1              | 0              | 2              | 3              | 38             | 123            | 1       | 0       | 1       | ?       | ?       | Settimo posto | Italia     |
| 1996     | 1              | 0              | 1              | 2              | 14             | 60             | 0       | 1       | 1       | 14      | 41      | Quarto posto  | Germania   |
| 2008     | 0              | 0              | 3              | 3              | 39             | 134            | 0       | 1       | 1       | 21      | 39      | Ottavo posto  | Finlandia  |
| 2011     | 0              | 0              | 2              | 2              | 16             | 83             | 0       | 1       | 1       | 3       | 41      | Sesto posto   | Danimarca  |
| 2019     | -              | -              | -              | -              | -              | -              | 1       | 2       | 3       | 52      | 95      | Sesto posto   | Finlandia  |
| Totale   | 2              | 0              | 8              | 10             | 107            | 400            | 2       | 5       | 7       | 90+?    | 216+?   |               |            |

Fonte: britballnow.co.uk

###### Qualificazioni
| Stagione | regular season | regular season | regular season | regular season | regular season | regular season | playoff | playoff | playoff | playoff | playoff | playoff   | playoff     |
|          | Vin            | Par            | Per            | Tot            | PF             | PS             | Vin     | Per     | Tot     | PF      | PS      | risultato | avversaria  |
| -------- | -------------- | -------------- | -------------- | -------------- | -------------- | -------------- | ------- | ------- | ------- | ------- | ------- | --------- | ----------- |
| 1998     | -              | -              | -              | -              | -              | -              | 0       | 1       | 1       | 7       | 27      |           | Francia     |
| 2000     | -              | -              | -              | -              | -              | -              | 0       | 1       | 1       | 0       | 60      |           | Francia     |
| 2002     | -              | -              | -              | -              | -              | -              | 0       | 1       | 1       | 14      | 35      |           | Rep. Ceca   |
| 2004     | -              | -              | -              | -              | -              | -              | 0       | 1       | 1       | 0       | 35      |           | Rep. Ceca   |
| 2006     | -              | -              | -              | -              | -              | -              | 0       | 1       | 1       | 17      | 24      |           | Rep. Ceca   |
| 2015     | -              | -              | -              | -              | -              | -              | 0       | 1       | 1       | 0       | 9       |           | Italia      |
| 2017     | -              | -              | -              | -              | -              | -              | 1       | 1       | 2       | 14      | 49      |           | Germania    |
| 2019     | -              | -              | -              | -              | -              | -              | 0       | 1       | 1       | 9       | 15      |           | Paesi Bassi |
| Totale   | -              | -              | -              | -              | -              | -              | 1       | 8       | 9       | 61      | 254     |           |             |

Fonte: britballnow.co.uk

##### Europeo B
| Stagione | regular season | regular season | regular season | regular season | regular season | regular season | playoff | playoff | playoff | playoff | playoff | playoff      | playoff       |
|          | Vin            | Par            | Per            | Tot            | PF             | PS             | Vin     | Per     | Tot     | PF      | PS      | risultato    | avversaria    |
| -------- | -------------- | -------------- | -------------- | -------------- | -------------- | -------------- | ------- | ------- | ------- | ------- | ------- | ------------ | ------------- |
| 2022     | -              | -              | -              | -              | -              | -              | 0       | 2       | 2       | 14      | 52      | Quarto posto | Gran Bretagna |
| Totale   | -              | -              | -              | -              | -              | -              | 0       | 2       | 2       | 14      | 52      |              |               |

Fonte: britballnow.co.uk

##### Europeo C
| Stagione | regular season | regular season | regular season | regular season | regular season | regular season | playoff | playoff | playoff | playoff | playoff | playoff   | playoff    |
|          | Vin            | Par            | Per            | Tot            | PF             | PS             | Vin     | Per     | Tot     | PF      | PS      | risultato | avversaria |
| -------- | -------------- | -------------- | -------------- | -------------- | -------------- | -------------- | ------- | ------- | ------- | ------- | ------- | --------- | ---------- |
| 2023     | -              | -              | -              | -              | -              | -              | 1       | 1       | 2       | 69      | 40      | Finale    | Rep. Ceca  |
| Totale   | -              | -              | -              | -              | -              | -              | 1       | 1       | 2       | 69      | 40      |           |            |

Fonte: britballnow.co.uk

### Riepilogo partite disputate
| Anno              | Luogo           | Evento                  | Fase del torneo          | Incontro               | Risultato |
| 1994              | Berlino         | Europeo                 | Girone                   | Germania - Spagna      | 72 - 0    |
| 1994              | Berlino         | Europeo                 | Girone                   | Italia - Spagna        | 6 - 32    |
| 1994              | Berlino         | Europeo                 | Girone                   | Svezia - Spagna        | 45 - 6    |
| 1994              | Berlino         | Europeo                 | Finale 7º - 8º posto     | Spagna - Italia        | v - p     |
| 1996              | Germania        | Europeo                 | Girone                   | Spagna - Italia        | 14 - 12   |
| 1996              | Germania        | Europeo                 | Girone                   | Finlandia - Spagna     | 48 - 0    |
| 1996              | Germania        | Europeo                 | Finale 3º - 4º posto     | Germania - Spagna      | 41 - 14   |
| 1998              | Francia         | Europeo                 | Qualificazioni           | Francia - Spagna       | 27 - 7    |
| 2000              | ?               | Europeo                 | Qualificazioni           | Francia - Spagna       | 60 - 0    |
| 2002              | Barcellona      | Europeo                 | Qualificazioni           | Spagna - Rep. Ceca     | 14 - 35   |
| 2004              | Praga           | Europeo                 | Qualificazioni           | Rep. Ceca - Spagna     | 35 - 0    |
| 2006              | Repubblica Ceca | Europeo                 | Qualificazioni           | Rep. Ceca - Spagna     | 24 - 17   |
| 12 luglio 2008    | Siviglia        | Europeo                 | Girone                   | Spagna - Francia       | 25 - 45   |
| 14 luglio 2008    | Siviglia        | Europeo                 | Girone                   | Spagna - Svezia        | 0 - 40    |
| 16 luglio 2008    | Siviglia        | Europeo                 | Girone                   | Spagna - Russia        | 14 - 49   |
| 19 luglio 2008    | Siviglia        | Europeo                 | Finale 7º - 8º posto     | Spagna - Finlandia     | 21 - 39   |
| 28 agosto 2011    | Siviglia        | Europeo                 | Girone                   | Svezia - Spagna        | 28 - 10   |
| 1º settembre 2011 | Siviglia        | Europeo                 | Girone                   | Spagna - Francia       | 6 - 55    |
| 3 settembre 2011  | Siviglia        | Europeo                 | Finale 5º - 6º posto     | Danimarca - Spagna     | 41 - 3    |
| 12 aprile 2015    | Torino          | Europeo                 | Qualificazioni           | Italia - Spagna        | 9 - 0     |
| 16 luglio 2016    | Castel Giorgio  | Il Ritorno dei Supermen |                          | Italia - Spagna        | 0 - 29    |
| 2 giugno 2017     | Almere          | Europeo                 | Qualificazioni           | Paesi Bassi - Spagna   | 6 - 14    |
| 4 giugno 2017     | Almere          | Europeo                 | Qualificazioni           | Germania - Spagna      | 43 - 0    |
| 27 aprile 2019    | Arnhem          | Europeo                 | Qualificazioni           | Paesi Bassi - Spagna   | 15 - 9    |
| 29 luglio 2019    | Bologna         | Europeo                 | Quarti di finale         | Austria - Spagna       | 61 - 7    |
| 1º agosto 2019    | Bologna         | Europeo                 | Semifinale 5º - 8º posto | Italia - Spagna        | 21 - 36   |
| 4 agosto 2019     | Bologna         | Europeo                 | Finale 5º - 6º posto     | Finlandia - Spagna     | 13 - 9    |
| 6 luglio 2022     | Bologna         | Europeo B               | Semifinale               | Spagna - Italia        | 0 - 24    |
| 9 luglio 2022     | Bologna         | Europeo B               | Finale 3º - 4º posto     | Spagna - Gran Bretagna | 14 - 28   |
| 8 aprile 2023     | Calatayud       | Europeo C               | Semifinale               | Spagna - Belgio        | 48 - 6    |
| 16 settembre 2023 | Praga           | Europeo C               | Finale                   | Rep. Ceca - Spagna     | 34 - 21   |

## Confronti con le altre Nazionali
Questi sono i saldi della Spagna nei confronti delle Nazionali incontrate.

### Saldo positivo
| Nazionale | Giocate | Vinte | Pareggiate | Perse | PF    | PS   | Ultima vittoria | Ultimo pari | Ultima sconfitta |
| --------- | ------- | ----- | ---------- | ----- | ----- | ---- | --------------- | ----------- | ---------------- |
| Belgio    | 1       | 1     | 0          | 0     | 48    | 6    | 2023            | -           | -                |
| Italia    | 7       | 5     | 0          | 2     | 111+? | 72+? | 2019            | -           | 2022             |

### Saldo in pareggio
| Nazionale   | Giocate | Vinte | Pareggiate | Perse | PF | PS | Ultima vittoria | Ultimo pari | Ultima sconfitta |
| ----------- | ------- | ----- | ---------- | ----- | -- | -- | --------------- | ----------- | ---------------- |
| Paesi Bassi | 2       | 1     | 0          | 1     | 23 | 21 | 2017            | -           | 2019             |

### Saldo negativo
| Nazionale     | Giocate | Vinte | Pareggiate | Perse | PF | PS  | Ultima vittoria | Ultimo pari | Ultima sconfitta |
| ------------- | ------- | ----- | ---------- | ----- | -- | --- | --------------- | ----------- | ---------------- |
| Gran Bretagna | 1       | 0     | 0          | 1     | 14 | 28  | -               | -           | 2022             |
| Russia        | 1       | 0     | 0          | 1     | 14 | 49  | -               | -           | 2008             |
| Danimarca     | 1       | 0     | 0          | 1     | 3  | 41  | -               | -           | 2011             |
| Austria       | 1       | 0     | 0          | 1     | 7  | 61  | -               | -           | 2019             |
| Finlandia     | 3       | 0     | 0          | 3     | 30 | 100 | -               | -           | 2019             |
| Svezia        | 3       | 0     | 0          | 3     | 16 | 113 | -               | -           | 2011             |
| Germania      | 3       | 0     | 0          | 3     | 14 | 156 | -               | -           | 2017             |
| Rep. Ceca     | 4       | 0     | 0          | 4     | 52 | 128 | -               | -           | 2023             |
| Francia       | 4       | 0     | 0          | 4     | 38 | 187 | -               | -           | 2011             |